# Yuri Zhevnov
Yuri Zhevnov  (en bielorruso: Юры Жаўноў, Yuri Zhaunou; Dobrush, Unión Soviética, 17 de abril de 1981) es un futbolista bielorruso que se desempeña como guardameta.

## Selección nacional
Yuri Zhevnov es el actual capitán de la Selección nacional bielorrusa. Entre 2000 y 2004 fue el portero titular de la Selección de fútbol sub-23 de Bielorrusia, hasta ser convocado a la selección absoluta bielorrusa en 2004. Su primera aparición como capitán de la selección fue el 3 de septiembre de 2010 en un amistoso contra Francia, venciendo por 1 a 0 en el Stade de France. Durante la clasificación para la Eurocopa 2012 celebrada en Polonia y Ucrania, fue el portero titular de la selección, pese a que Bielorrusia no consiguió clasificarse.

## Clubes
| Club                    | País        | Año         |
| ----------------------- | ----------- | ----------- |
| MPKC-96 Mozyr           | Bielorrusia | 1996        |
| RUOR Minsk              | Bielorrusia | 1997 - 1998 |
| FC Minsk                | Bielorrusia | 1998        |
| RUOR Minsk              | Bielorrusia | 1999        |
| FC BATE Borisov         | Bielorrusia | 2000        |
| FC RShVSM-Olympia Minsk | Bielorrusia | 2000        |
| FC BATE Borisov         | Bielorrusia | 2000 - 2004 |
| FC Moscú                | Rusia       | 2005 - 2009 |
| FC Zenit                | Rusia       | 2010 - 2013 |
| FC Torpedo Moscú        | Rusia       | 2014-2015   |
| FC Ural Ekaterimburgo   | Rusia       | 2015-2016   |